# Zentrum Elektronischer Kampf Fliegende Waffensysteme
Das Zentrum Elektronischer Kampf Fliegende Waffensysteme (Zentr EK FlgWaSys) ist eine militärische Dienststelle der Luftwaffe der Bundeswehr. Das Zentrum untersteht dem Luftwaffentruppenkommando und hat etwa 130 Soldaten. Es ist in einem besonderen Bereich in der Ulrich-Kaserne im bayerischen Kleinaitingen untergebracht.

## Auftrag
Über das in der Bundeswehr einzigartige Zentrum ist aufgrund seines in Details geheimhaltungsbedürftigen Auftrags wenig bekannt. Der Elektronische Kampf umfasst militärische Maßnahmen in der Auseinandersetzung um die Nutzung des elektromagnetischen Spektrums. Er gliedert sich in Elektronische Gegenmaßnahmen (EloGM), Elektronische Schutzmaßnahmen (EloSM) und Elektronische Unterstützungsmaßnahmen (EloUM).
Beim Zentrum werden Anpassungen von systemspezifischen Einstellungen der elektronischen Selbstschutzausstattungen für die fliegenden Waffensysteme der Bundeswehr vorgenommen. Die von den Herstellern in die Waffensysteme integrierten Warnanlagen, etwa zur Radar- oder Raketenerfassung, werden programmiert und mit den Daten für die jeweiligen Erfordernisse gefüttert. Dabei müssen eine hohe Anzahl verschiedener Luftfahrzeugtypen und Konfigurationsstände der modernen Waffensysteme berücksichtigt werden. Gemeinsam mit der Industrie, den wehrtechnischen Dienststellen und den Unterstützungsverbänden werden neue Lösungen entwickelt, um mit den Entwicklungen im Bereich der elektronischen Schutz- und Gegenmaßnahmen Schritt zu halten. Beim Kampfflugzeug Tornado ECR werden zum Beispiel die Datenbank der Radaraufklärungsanlage ELS (Emitter Location System), der Anti-Radar-Flugkörpers HARM, die Radarwarnanlage ERWE (Enhanced Radar Warning Equipment) und des Radar-Stör-/Täuschsender CERBERUS bzw. TSPJ (Tornado Self Protection Jammer) gepflegt. Die Datenbanken werden für bestimmte Einsätze, Einsatzverfahren, Einsatzorte oder Übungen angepasst.
Das Zentrum ist zudem Ausbildungsstätte für fliegende Besatzungen und Fachpersonal. Dazu führt es die lehrgangsbezogene Ausbildung am Standort Kleinaitingen durch. Mit der beweglichen Ausbildungsplattform JAMCAR werden Störeinsätze im Spektrum Radar, Funk und Satellitennavigationssysteme gegenüber Verbänden des Einsatzführungsdienstes und der Flugabwehrraketengeschwader dargestellt.
Die Gruppe zur Weiterentwicklung von Taktik, Technik und Verfahren des elektronischen Kampfes (TTVG EK) arbeitet, im Rahmen von Untersuchungen, Kampagnen und Wirksamkeitsuntersuchungen wie Baltic Cloud oder Xaver, an der stetigen Weiterentwicklung des elektronischen Kampfes der gesamten Bundeswehr mit, insbesondere jedoch der Luftwaffe.
Am Zentrum sind auch Soldaten des Heeres tätig, die sich um die Schutzsysteme von Fahrzeugen und Personen kümmern.

## Abgesetzter Bereich
In Oberarnbach hat das Zentrum mit dem Deutschen Anteil POLYGONE Coordination Center einen abgesetzten Bereich (Standort). In der multinationalen Ausbildungseinrichtung können Piloten den Kampf gegen bodengebundene Flugabwehrsysteme trainieren.

## Geschichte
Das heutige Zentrum geht auf die am 1. Oktober 1980 in der Ulrich-Kaserne (damals: Lechfeld-Nord) in Kleinaitingen aufgestellte Zentralstelle für Bedrohungs-Anpassung von Elektronischem Kampfführungsgerät fliegender Waffensysteme der Luftwaffe und Marine (ZBA) zurück. Im internationalen Bereich führte es die Bezeichnung German Electronic Warfare Operation Support Center (GEWOSC). Sie unterstand der Fernmeldeabteilung 61, später dem Fernmeldesektor 61. Im März 1982 wurde die ZBA in die Hindenburg-Kaserne nach Ulm verlegt und dort das Emitter Library Support Equipment (ELSE) in Betrieb genommen. Die Zusammenarbeit mit der AEG Telefunken und der heutigen Airbus Group begann.
Im Mai 1984 wurde die ZBA nach Trier in die General-von-Seidel-Kaserne verlegt. Zum 1. April 1988 erfolgte die Umbenennung in Fernmeldesektor 62 (FmSkt 62) und der Unterstellungswechsel zum Fernmelderegiment 72 in Feuchtwangen. Ab dem 1. Juli 1990 war der Fernmeldesektor 62 dem Fernmeldebereich 70 in Trier unterstellt. Vom 4. November 1991 bis 1. Dezember 1993 bestand das Abgesetztes Kommando Fernmeldesektor 62 in der Selfkant-Kaserne in Geilenkirchen. Nach dessen Auflösung wurde das Personal und Material zwischen Trier und dem abgesetzten Bereich Polygone aufgeteilt. Zum 1. Juli 2002 wurde der Fernmeldesektor 62 in den heutigen Namen, Zentrum Elektronischer Kampf Fliegende Waffensysteme, umbenannt und direkt dem damaligen Luftwaffenführungskommando in Köln unterstellt. Vom 1. Juli 2009 bis zum Ablauf des Jahres 2011 bestand zudem ein abgesetzter Bereich in der Heinrich-Hertz-Kaserne in Birkenfeld.
Mit Wirkung vom 1. April 2012 wurde das Zentrum von Trier nach Kleinaitingen zurück verlegt. Zu dieser Zeit war Oberstleutnant Marc Worch Leiter des Zentrums. Zum 1. Juli 2013 wechselte die Unterstellung zum Kommando Einsatzverbände Luftwaffe, weil das Luftwaffenführungskommando aufgelöst worden war. Als auch das Kommando Einsatzverbände Luftwaffe aufgelöst wurde, wurde das Zentrum dem Luftwaffentruppenkommando unterstellt.
Im April 2019 besuchte der Inspekteur der Luftwaffe, Generalleutnant Ingo Gerhartz, das Zentrum. Ende Oktober 2019 wurde das Kommando über das Zentrum von Oberstleutnant Ulf Birkenstock an Oberstleutnant Matthias Raith übergeben. Seit dem 18. August 2022 wird das Zentr EK FlgWaSys durch Oberstleutnant Rüdiger Bieler geführt.

## Kommandeure
| Dienstgrad     | Name             | von             | bis             |
| -------------- | ---------------- | --------------- | --------------- |
| Oberstleutnant | Jürgen Thym      |                 | 30. März 2009   |
| Oberstleutnant | Dirk Kandelhardt | 30. März 2009   | 26. Juni 2011   |
| Oberstleutnant | Marc Worch       | 26. Juni 2011   | Oktober 2013    |
| Oberstleutnant | Peter De Coster  | Oktober 2013    | Januar 2017     |
| Oberstleutnant | Ulf Birkenstock  | Januar 2017     | Oktober 2019    |
| Oberstleutnant | Matthias Raith   | Oktober 2019    | 18. August 2022 |
| Oberstleutnant | Rüdiger Bieler   | 18. August 2022 |                 |

## Auszeichnungen
Das Zentrum wurde mit dem Prinz-Heinrich-Preis der Interessengemeinschaft Deutsche Luftwaffe e. V. sowie dem „Outstanding Unit Award – International Air Force“ der Association of Old Crows, einem internationalen Fachverband für Elektronische Kampfführung, ausgezeichnet. Der Trainingseinrichtung Polygone wurde die „Military Service Award – International“ verliehen.